# Яковлев, Юрий Николаевич (архитектор)
Ю́рий Никола́евич Я́ковлев (17 октября 1902, Москва — 1941) — советский архитектор. Брат архитектора Константина Николаевича Яковлева, совместно с которым спроектировал ряд объектов в Москве.

## Биография
Юрий Яковлев родился в Москве 17 октября 1902 года. С 1921 года вместе с братом участвовал в реставрационных работах в Московском Кремле под руководством профессора И. В. Рыльского, восстанавливал Беклемишевскую башню. В 1924 году окончил Московский институт гражданских инженеров. По совместным проектам братьев Яковлевых в Москве построены универмаги на Серпуховской площади и в Марьиной Роще, несколько хлебозаводов.
В 1936 году Юрий и Константин Яковлевы поступили на службу в Метропроект. Их первой работой для Московского метрополитена стал открытый в 1937 году Смоленский метромост через Москву-реку (инженеры Н. П. Поликарпов, П. К. Антонов). Перед началом строительства второй очереди метрополитена провели конкурс проектов оформления моста, и из предложенных вариантов был избран самый скромный. Мост украшен лишь стальной эмблемой метрополитена в замке свода и чугунными вазами на береговых устоях.
В составе второй очереди строительства Московского метрополитена в 1938 году открыта станция метро «Сокол» (перронный зал, восточный вестибюль). Станция построена по индивидуальному проекту, её конструкция нетипична для Московского метрополитена. Тип конструкции — колонная двухпролётная мелкого заложения (глубина заложения — 10 метров). Станционный зал представляет собой два параллельных свода, опирающихся на боковые стены и на средний ряд опор. Расстояние между колоннами — 7,4 метра. В 1939 году за проект станции Ю. Н. и К. Н. Яковлевы награждены орденами «Знак Почёта».
В 1937—1938 годах совместно с архитектором Б. Н. Соколовым и инженером Ю. Ф. Вернером братья Яковлевы провели реконструкцию Новоспасского моста. В 1939 году заканчивали проектирование Малого Каменного моста и Крестовского путепровода.
Ю. Н. Яковлев неоднократно публиковался в журнале «Строительство Москвы».
Жил в Москве (ул. Баумана, д. 6, кв. 2). В начале 1940-х годов работал главным архитектором треста «Центроэнергомонтаж».
С началом Великой Отечественной войны призван Военным комиссариатом города Москвы в Красную Армию. Капитан. Пропал без вести в 1941 году.

## Основные проекты
- 1937 — Смоленский метромост;
- 1938 — станция метро «Сокол»;
- 1938 — Новоспасский мост;
- 1938 — Малый Каменный мост.